# Calendżicha
Calendżicha (gruz. წალენჯიხა) – miasto w zachodniej Gruzji (Region Megrelia-Górna Swanetia), nad rzeką Czanis-Ckali. Liczy 3847 mieszkańców (2014).

## Ludzie z Calendżichi
- Calendżicha to miejsce narodzin słynnego gruzińskiego poety Terentiego Graneli.
- Georgi Curcumia (ur. 29 października 1980), gruzińsko-kazachski zapaśnik, który na Letnich Igrzyskach Olimpijskich 2004 brał udział w grecko-rzymskiej rywalizacji mężczyzn do 120 kg i zdobył srebrny medal.
- Antisa Chwiczawa (1880–2012), rzekomo najstarsza osoba na świecie, która twierdziła, że urodził się w 1880 r., Zmarła 30 września 2012 r., Rzekomo w wieku 132 lat.
- Chwicza Kwaracchelia (ur. 12 lutego 2001), gruziński piłkarz grający na pozycji skrzydłowego w klubie Serie A SSC Napoli i reprezentacji Gruzji w piłce nożnej.